# سهتشاه (مقاطعة فسا)
سهتشاه (بالفارسية: سه‌چاه) هي قرية تقع في Jangal Rural District في إيران.